# 1968年太平洋颱風季
| 太平洋颱風季             |
| 主題頁 - 專題 - 編輯指南 |

1968年太平洋颱風季泛指在1968年全年內的任何時間，於赤道以北及國際換日線以西的太平洋水域，以及南中國海所產生的熱帶氣旋。雖然有關方面並沒有設下本颱風季的指定期限，但大部份於西北太平洋的熱帶氣旋通常都會於五月至十二月期間形成。
本條目的範圍僅侷限於赤道以北及國際換日線以西的太平洋及南海的水域。於赤道以北及國際換日線以東的太平洋水域產生的風暴則被稱為颶風，並被列入1968年太平洋颶風季。在西太平洋產生的熱帶風暴是由聯合颱風警報中心命名，國際編號為68xx。而凡進入或產生於菲律賓風暴責任範圍以內的熱帶低氣壓，菲律賓大氣地理天文部門 (PAGASA) 都會為它們訂立一個菲律賓名稱，作當地警報用途；因此同一個風暴有時候會有兩個不同的名稱。
以下各熱帶氣旋資訊以熱帶氣旋存在期間的最強形態為準。

## 熱帶氣旋
在1968年，有31個熱帶低氣壓形成，其中27個成為了熱帶風暴。20個成為了颱風。4個更成為了超級颱風。

### 颱風珍妮（Jean）
PAGASA:Asiang

### 颱風甘茵（Kim）
PAGASA:Biring

### 颱風露茜（Lucy）
PAGASA:Konsing

### 颱風妮艼（Nadine）
PAGASA:Didang
妮艼是從一股熱帶低氣壓開始，於7月21日在菲律賓馬尼拉東北偏東約500英里（800）形成。妮艼剛形成時近乎停留不動，並於7月22日增強成為熱帶風暴。隨後三天，妮艼的移動途徑飄忽不定，但朝西北方向移動。
7月25日，妮艼向西北偏西方向移動，跨過台灣南端並移向南中國海海岸。當日上午9時，一首位於妮艼風眼以南40里的船隻向氣象部門報告風速達到70節（130每小時）。妮艼隨即被升格成颱風。

#### 香港
最高懸掛風球：  三號風球

受到妮艼的影響，香港於7月25日吹偏北風，並且從南中國海帶來乾燥的空氣。當日下午，天文台總部溫度升至攝氏35.7度，是當時有記錄以來第二高的溫度。
皇家香港天文台於7月26日上午9時40分懸掛一號風球。當時，妮艼位於香港以東大約220英里（350），環流直徑有350英里（560）。同日下午，妮艼減弱成為一股強烈熱帶風暴，但開始接近香港，所以天文台於同日下午4時15分改掛三號風球。當時，妮艼位於東南偏東大約180英里（290）。
妮艼於當日晚上停留不動，並開始急速減弱。7月27日上午9時正，妮艼已經減弱成熱帶風暴，並向東緩慢移動。天文台於同日上午11時正改掛一號風球，並於下午5時30分除下所有風球。

#### 後續
妮艼於7月28日晚上時間再次跨過台灣南部，並於當地消散。

### 熱帶風暴奧麗芙（Olive）
PAGASA:Edeng

### 熱帶風暴露絲（Rose）
PAGASA:Gloring

### 颱風雪麗（Shirley）
PAGASA:Huaning

### 熱帶風暴戴莉斯（Trix）
PAGASA:Iniang

### 颱風芸蒂（Wendy）
PAGASA:Lusing

### 颱風黛娜（Della）
PAGASA:Maring

### 颱風伊蘭（Elaine）
PAGASA:Nitang

### 颱風姬羅莉亞（Gloria）
PAGASA:Osang

### 颱風裘迪（Judy）
PAGASA:Paring

### 颱風瑪媚（Mamie）
PAGASA:Reming

### 颱風蓮娜（Nina）
PAGASA:Seniang

### 颱風奧娜（Ora）
PAGASA:Toyang

## 熱帶氣旋名單
| - Agnes 17W - Bonnie 18W - Carmen 19W - Della 20W - Elaine 21W - Faye 22W - Gloria 23W - Hester 24W - Irma 25W - Judy 26W - Kit 27W - Lola 28W - Mamie 29W - Nina 30W - Ora 31W - Phyllis - Rita - Susan - Tess - Viola - Winnie | - Alice - Betty - Cora - Doris - Elsie - Flossie - Grace - Helen - Ida - June - Kathy - Lorna - Marie - Nancy - Olga - Pamela - Ruby - Sally - Therese - Violet - Wilda | - Anita - Billie - Clara - Dot - Ellen - Fran - Georgia - Hope - Iris - Joan - Kate - Louise - Marge - Nora - Opal - Patsy - Ruth - Sarah - Thelma - Vera - Wanda | - Amy - Babe - Carla - Dinah - Emma - Freda - Gilda - Harriet - Ivy - Jean 2W - Kim 3W - Lucy 6W - Mary 7W - Nadine 8W - Olive 9W - Polly 10W - Rose 12W - Shirley 13W - Trix 14W - Virginia 15W - Wendy 16W |

## 備註
1. 1 2  香港天文台當時的名稱。
2. ↑  風速描述術語以香港天文台風力準則為準。

## 文獻
- 皇家香港天文台.  [1968年氣象結果：第三部-熱帶氣旋總結] (PDF). 香港: 政府印刷局. 1971  [2017-05-20]. （原始内容 (pdf)存档于2016-08-23） （英语）.

## 外部連結
- 聯合颱風警報中心（页面存档备份，存于）
- 中央氣象台-颱風實時路徑顯示
- 中國中央氣象台
- 日本氣象廳熱帶氣旋資訊（页面存档备份，存于）
- 菲律賓大氣地理天文部門熱帶氣旋資訊
- 中央氣象局全球資訊網
- 香港天文台熱帶氣旋資訊（页面存档备份，存于）
- 澳門地球物理暨氣象局熱帶氣旋資訊（页面存档备份，存于）
- 熱帶氣旋衛星影像（页面存档备份，存于）
- 數位颱風—熱帶氣旋資料及圖片（页面存档备份，存于）